# Anh em bạn bè (đồng giới)
Trong lĩnh vực nghiên cứu tập tính và khoa học xã hội thì khái niệm anh em bạn bè hay tình nghĩa anh em bạn bè là sự cấu thành những mối quan hệ cá nhân gần gũi và các kiểu mẫu về tình bạn hay sự hiệp tác giữa những người đàn ông.
Trong bối cảnh các mối quan hệ trong xã hội loài người, khái niệm anh em bạn bè được dùng để chỉ đến tình bạn của những người đàn ông, hoặc nói về cái cách mà những nam nhân trở thành bạn của nhau. Cách biểu hiện bên ngoài đôi khi được sử dụng đồng nghĩa với tình đồng chí. Cụm từ anh em bạn bè trong tiếng Anh là male bonding được sử dụng rộng rãi đầu tiên là trong tác phẩm Men in Groups (1969; 2004) của nhà nghiên cứu nhân chủng học người Mỹ Lionel Tiger.
Tình cảm anh em bạn bè có thể xuất hiện ở vô số địa điểm khác nhau thông qua việc chia sẻ các hoạt động chung hoặc thậm chí chỉ cần trò chuyện tâm sự.